# August Jürima (político da Estônia, 1902–1947)
August Jürima (também August Jürman(n); Pajusi Parish (agora Põltsamaa Parish ) 8 de fevereiro de 1902, Erlangen, Zona Americana, - 9 de janeiro de 1947) foi um político estoniano. Ele era um membro do VI Riigikogu ( Câmara dos Deputados).